# Kinel
Kinel (del ruso: Кинель) es una ciudad del óblast de Samara, en Rusia, centro administrativo del raión homónimo. Su población, en 2009, era de 30.930 habitantes. Está situada cerca del punto de confluencia del Bolshói Kinel con el Samara, a 33 km (36 por carretera) al sudoeste de Samara, la capital del óblast.
De Kinel, como centro de raión, dependen los asentamientos de tipo urbano de Alekséyevka y Ust-Kinelski.

## Historia
Kinel fue fundada en 1837. En 1877, durante la construcción del ferrocarril Samara-Oremburgo, se construyó la estación de Kinel. Se convierte en un cruce ferroviario en 1888. Tiene estaus de ciudad desde 1944.

## Demografía
| 1897 | 1939   | 1959   | 1970   | 1979   | 1989   | 2002   | 2009   |
| ---- | ------ | ------ | ------ | ------ | ------ | ------ | ------ |
| 1700 | 17 160 | 32 400 | 39 400 | 33 600 | 33 412 | 34 385 | 30 930 |

## Cultura y lugares de interés
En Ust-Kinelski se encuentra la Academia de Agricultura (Instituto de Enseñanza e Investigación de Samara), fundada en 1903.

## Economía
Kinel es un importante cruce ferroviario, lo que hace que posea instalaciones relativas a este transporte, como un depósito, talleres, etc. Por otro lado, existen en Kinel compañías dedicadas a la industria textil, a la de la fabricación de muebles, a la de los materiales de construcción y a la alimentaria. Kinel es el centro de un área agrícola.